# Tichá Orlice
Tichá Orlice (německy Stille Adler) je řeka ve východních Čechách v Pardubickém a Královéhradeckém kraji. Je jednou ze dvou zdrojnic řeky Orlice a její délka od pramene po soutok s Divokou Orlicí je 107,5 km. Plocha povodí Tiché Orlice měří 757,1 km².

## Průběh toku
Pramení na západním svahu hory Jeřáb v Hanušovické vrchovině, nad Horní Orlicí, což je část obce Červená Voda. Pod obcemi Lichkov a Mladkov protéká zalesněným údolím přes Těchonín k Jablonnému nad Orlicí. U Albrechtic nad Orlicí v soutoku s Divokou Orlicí tvoří řeku, která má dále název Orlice.

### Větší přítoky
- levé – Boříkovický potok, Těchonínský potok, Černovický potok, Jamenský potok, Orličský potok, Bystřec, Čermná, Třebovka, Husí krk, Ostrovecký potok, Velinský potok
- pravé – Králický potok, Lukavický potok, Potočnice, Libchavský potok, Lipkovský potok, Skořenický potok, Růžovec

## Vodní režim
Ve svém ústí má průměrný průtok 7,4 m³/s.
Hlásné profily:
| místo             | říční km | plocha povodí km2 | průměrný průtok v m3/s | stoletá voda v m3/s |
| ----------------- | -------- | ----------------- | ---------------------- | ------------------- |
| Lichkov           | 92,80    | 64,02             | 1,02                   | 104                 |
| Dolní Libchavy    | 51,30    | 303,94            | 3,94                   | 191                 |
| Čermná nad Orlicí | 11,00    | 690,91            | 6,99                   | 242                 |

## Využití

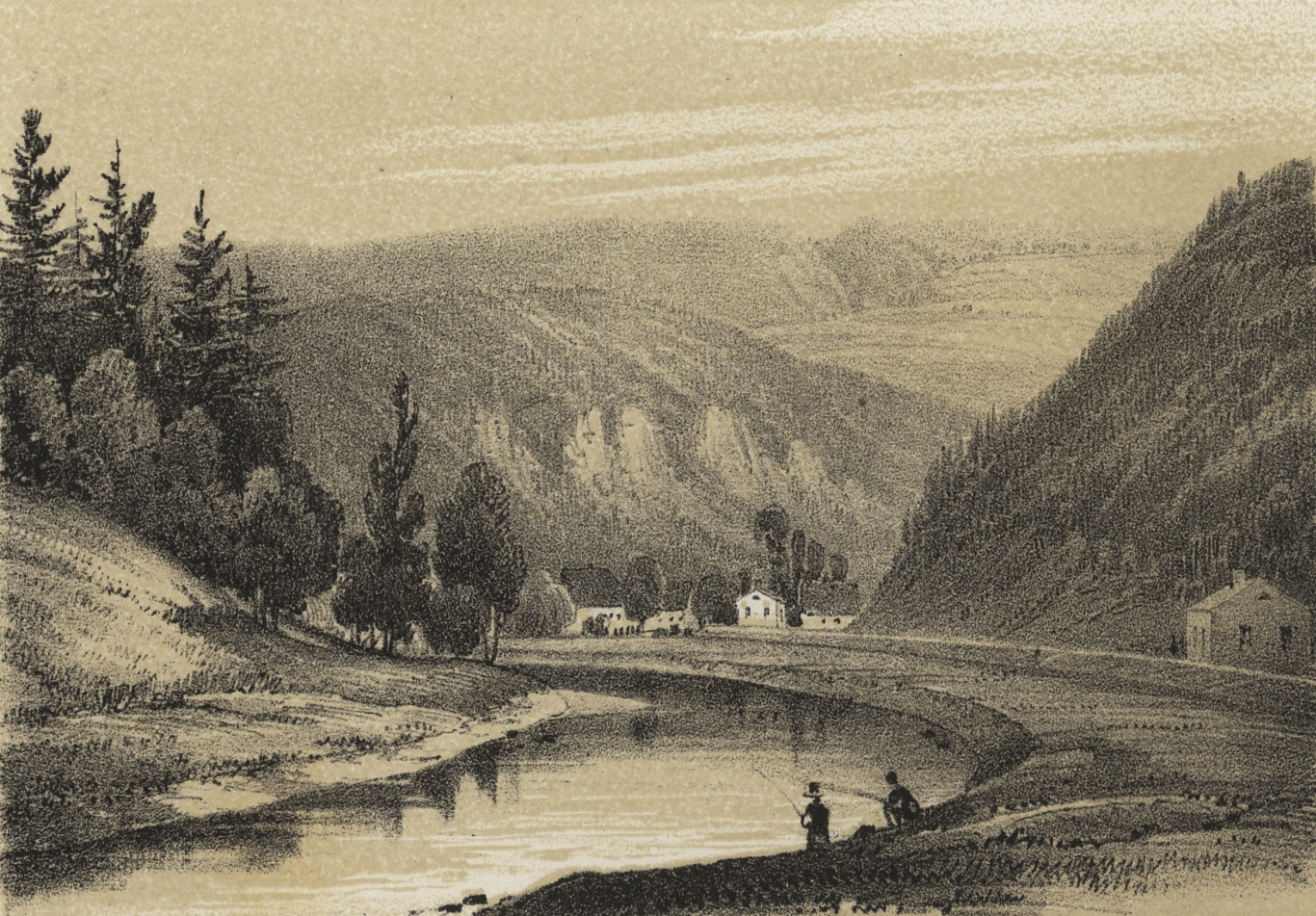
Údolí Tiché Orlice v době zprovoznění železnice Olomouc-Praha v roce 1845.

Část toku od Letohradu přes Ústí nad Orlicí a Brandýs nad Orlicí až k Chocni, a dále lesy na levém břehu až k Borohrádku jsou vhodné k turistice. Údolím Tiché Orlice vede cyklotrasa č. 4061. Část nivy je chráněná jako přírodní park Orlice.

## Ochrana přírody
Celý tok Tiché Orlice je vyhlášen Evropsky významnou lokalitou z důvodu poměrně hojného výskytu mihule potoční. Řeka protéká několika velkoplošnými chráněnými územími. Od obce Mladkov níže byl přímo na ochranu řeky zřízen Přírodní park Orlice.